# Jakob Rosanes
Jakob Rosanes, també Jacob, (1842-1922) va ser un matemàtic alemany especialitzat en geometria.

## Vida i obra
Rosanes, fill d'un comerciant i net, per via materna, del reconegut rabí Akiva Eger, va néixer en una família jueva d'origen sefardí. Malgrat que el seu pare volia que seguís les seves passes, Rosanes es va matricular a la universitat de Breslau, primer per estudiar química però graduant-se finalment en matemàtiques sota la influència del seu professor Heinrich Schröter. En aquest període va establir una forta amistat amb Moritz Pasch que també estudiava matemàtiques com ell. Va obtenir el seu doctorat el 1865 i, després de prosseguir estudis a la universitat de Berlín, va aconseguir l'habilitació a la universitat de Breslau en la qual va fer tota la seva carrera docent, essent professor adjunt (des de 1870), professor extraordinari (des de 1873) i professor titular (des de 1876). Va arribar a ser rector de la universitat en el bienni 1903-1904. Es va retirar el 1911, i es va quedar a viure a Breslau.
Malgrat tenir la fama de ser un gran mestre, sembla que era un pèssim conferenciant: gargotejava les equacions a la pissarra amb la mà dreta mentre les tapava amb el seu cos i les anava esborrant amb una esponja a la mà esquerra mentre avançava.
Rosanes va ser un expert en geometria algebraica i en teoria dels invariants. Però és recordat sobre tot per haver estat l'inspirador, a través dels seus deixebles Max Born i Otto Toeplitz, de la introducció del càlcul matricial en la teoria quàntica.
També va ser un bon jugador d'escacs, tema sobre el qual va escriure un llibre. De fet, a Breslau era un dels oponents habituals de Samuel Mieses i de Johannes Zukertort.